# Heinz Schaden

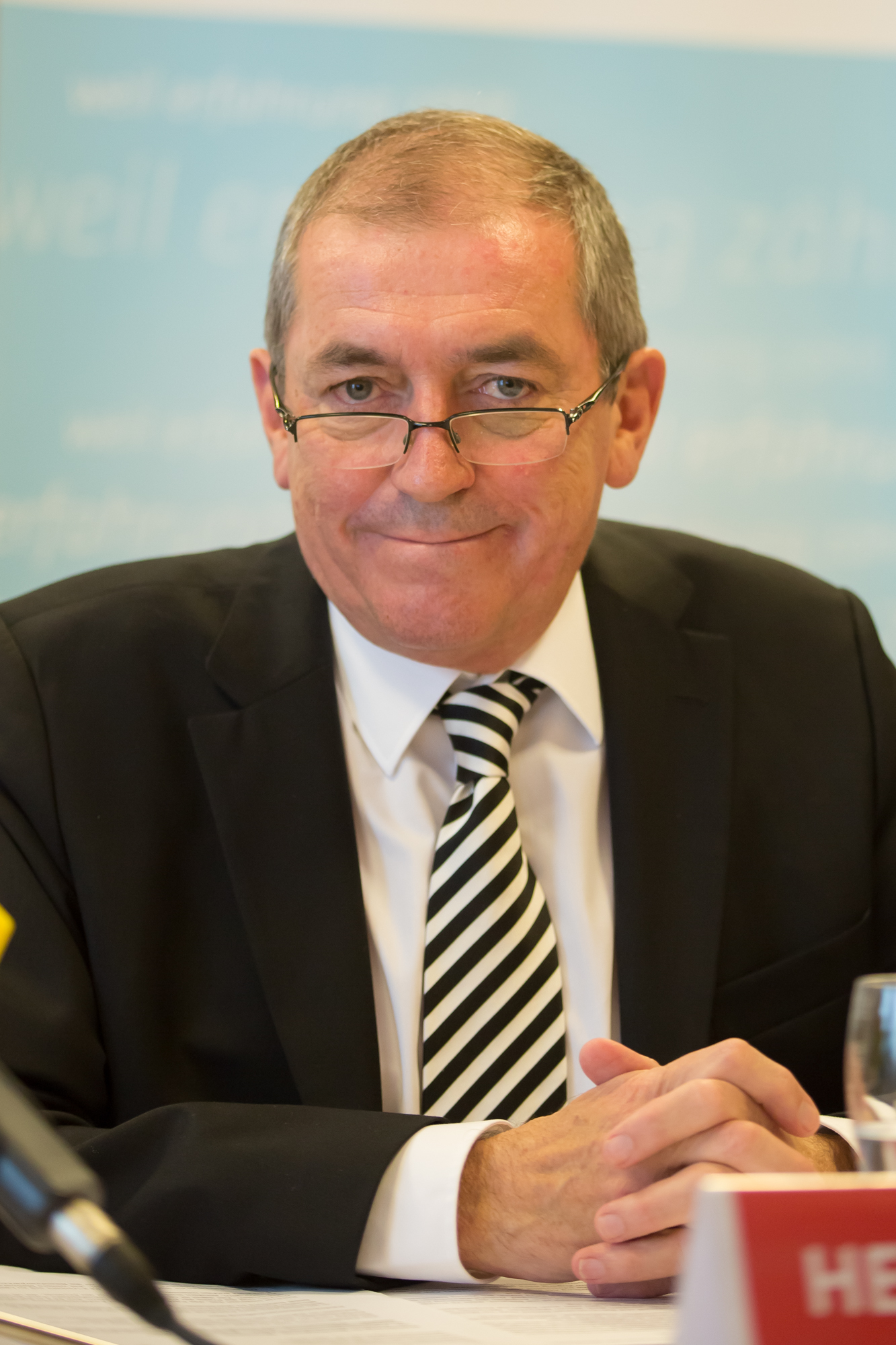
Heinz Schaden (2015)

Heinz Schaden (* 29. April 1954 in Graz) ist ein ehemaliger österreichischer Politiker (SPÖ), der wegen Untreue zu einer Haftstrafe verurteilt wurde. Von 1999 bis 2017 war er Bürgermeister der Stadt Salzburg.

## Leben
Heinz Schaden wurde am 29. April 1954 in Graz geboren. Er studierte in Salzburg Politikwissenschaft, Publizistik und Wirtschaftsgeschichte und wurde an der Paris-Lodron-Universität im Jahre 1981 zum Doktor der Philosophie promoviert. Danach studierte er bis 1985 in Wien – unter anderem an der Diplomatischen Akademie Wien – und schloss mit einem Diplom ab. Anschließend arbeitete er bis 1987 im Bautenministerium und wurde in der Politik tätig. Nach seinem Ausscheiden aus der Politik im Jahr 2017 wollte Schaden Berater des Kranherstellers Palfinger in China werden.
Schaden ist in zweiter Ehe verheiratet und hat eine erwachsene Tochter aus erster Ehe.

## Politik
Schon 1992 war Schaden Vizebürgermeister der Stadt Salzburg, bevor er am 30. April 1999 erster direkt gewählter Bürgermeister von Salzburg wurde. Er konnte sich im zweiten Wahlgang in der Stichwahl durchsetzen. Bei der Bürgermeisterwahl am 7. März 2004 wurde er mit 51,96 Prozent im ersten Wahlgang in seinem Amt bestätigt. Bei der darauffolgenden Wahl am 1. März 2009 erlitt er als SPÖ-Spitzenkandidat bei der Gemeinderatswahl deutliche Verluste (35,79 Prozent statt 43,78 Prozent im Jahr 2004) und verfehlte mit 45,37 Prozent der Stimmen die Wahl zum Bürgermeister im ersten Wahlgang. In der Stichwahl konnte er sich mit 53,71 Prozent aber knapp gegen seinen Kontrahenten Harald Preuner (ÖVP) durchsetzen.
Neben seinem Amt als Bürgermeister war er unter anderem auch Vorsitzender der SPÖ in der Stadt Salzburg und Mitglied des Bundesparteivorstandes. Am 18. Oktober 2013 trat er aus allen Parteiämtern zurück und begründete dies mit „einigen gravierenden inhaltlichen Problemen“ mit der Linie der SPÖ.
Am 31. Juli 2017 kündigte er seinen Rücktritt als Bürgermeister am 20. September 2017 an. Die Amtsgeschäfte übernahm vorerst interimistisch der damalige Vizebürgermeister Harald Preuner (ÖVP), der die notwendig gewordenen Bürgermeister-Stichwahl am 10. Dezember 2017 gewann und zum neuen Bürgermeister gewählt wurde. Preuner konnte sich gegen den SPÖ-Kandidaten Bernhard Auinger durchsetzen.

## Swap-Prozess
Im sogenannten Swap-Prozess wurde Schaden, dem ehemaligen Finanzlandesrat Othmar Raus sowie anderen Angeklagten vorgeworfen, sie hätten das Land Salzburg im Jahr 2007 sechs negativ bewertete Swap-Geschäfte ohne Gegenleistung von der Stadt Salzburg übernehmen lassen, wobei dem Land dadurch ein Schaden von 4,8 Millionen Euro entstanden sei. Obwohl er seine Schuld bestritt, wurde Schaden am 28. Juli 2017 zu drei Jahren Haft wegen Untreue verurteilt, eines davon unbedingt. Das Urteil war zunächst nicht rechtskräftig, da sowohl der Verurteilte als auch die Staatsanwaltschaft Rechtsmittel einlegten. Am 14. Mai 2019 wurde bekannt, dass die Generalprokuratur die Bestätigung der Urteile empfiehlt. Der Oberste Gerichtshof entschied am 2. Oktober 2019 in öffentlicher Verhandlung über die Nichtigkeitsbeschwerden und die Berufungen der Angeklagten sowie über die Berufung der Staatsanwaltschaft. Er bestätigte den Schuldspruch der früheren Instanzen und verurteilte Schaden somit rechtskräftig zu drei Jahren Haft, davon ein Jahr unbedingt. Er sollte damit seine Politikerpension verlieren. Später wurde allerdings bekannt, dass er aufgrund einer Gesetzesnovelle nun doch eine Politikerpension erhält. Im Oktober 2021 wurde bekannt, dass er immer noch um diese Politikerpension „kämpfen“ müsse, nachdem der Verfassungsgerichtshof eine Kürzung seiner Politikerpension bestätigt hatte.

## Sonstiges
Seit dem 19. August 2002 ist Schaden Träger des portugiesischen Ordens für Verdienst. Dieser wurde ihm in Form des Großkreuzes verliehen. 2014 wurde er mit dem Großen Ehrenzeichen des Landes Salzburg ausgezeichnet.
Heinz Schaden gehörte zu den überlebenden Passagieren der havarierten Costa Concordia, als diese am 13. Jänner 2012 vor der Insel Giglio mit einem Felsen kollidierte und kippte.
Am 19. März 2016 befand er sich unweit eines Bombenanschlags in Istanbul.